# Iancu Jianu
Iancu Jianu – wieś w Rumunii, w okręgu Aluta, w gminie Iancu Jianu. W 2011 roku liczyła 3312 mieszkańców.